# Simpelt fængsel
Simpelt fængsel (custodia honesta) er en tidligere dansk type fængselsstraf, der var hjemlet ved straffeloven af 1866. Simpelt fængsel efter straffeloven af 1866 var den mildeste form for fængselstraf, og var kendetegnet ved, at den indsatte ikke var undergivet sædvanlig fangekost. Simpelt fængsel var foreskrevet som straf for mindre alvorlige forbrydelser, og kunne idømmes fra 2 dage og op til 2 år. 
Simpelt fængsel blev med straffeloven af 5. april 1930 erstattet af hæftestraf.
Hæftestraffen blev i 2001 helt afskaffet. I dag findes kun bøde- og fængselsstraf.